# Alon Greenfeld
Alon Greenfeld est un joueur d'échecs et un entraîneur israélien né le 17 avril 1964 à New York. Champion d'Israël en 1984, il a remporté la médaille d'argent au championnat d'Europe d'échecs junior en 1981-1982 et reçu le titre de Grand maître international en 1989.
Au 1er juin 2016, Greenfeld est le douzième joueur israélien avec un classement Elo de 2 556.

## Compétitions par équipe
Greenfeld a représenté Israël lors de cinq olympiades entre 1982 et 1994. En 1988, il jouait au premier échiquier et l'équipe d'Israël finit onzième. Il a participé à trois championnats d'Europe par équipe (en 1989, 1992 et 2001).
En 2010, Greenfeld fut le capitaine et l'entraîneur de l'équipe d'Israël qui remporta la médaille de bronze lors de l'olympiade d'échecs de 2010.
Il participe à la coupe d'Europe des clubs d'échecs depuis 1984 avec son club de Beersheba et a remporté une médaille d'or individuelle en 2010. Son club finit troisième en 1998.

## Tournois individuels
Alon Greenfeld a remporté les tournois de :
- Beersheba 1988 (10 / 14, devant Pintér et Kortchnoï), 1993 et 1996 ;
- Rishon LeZion 1992 (ex æquo avec Yehuda Gruenfeld) ;
- Pardubice 1995.

Il fut deuxième du mémorial Vidmar à Rogaška Slatina en 1989.